# Гуреєв Віктор Григорович
Віктор Григорович Гуреєв (нар. 20 серпня 1937, Ленінград, РРФСР — пом. 13 лютого 1993, Луганськ, Україна) — радянський футболіст та тренер, вситупав на позиції захисника. У 1968-1969 роках очолював луганську «Зорю», яка грала у вищій лізі СРСР. Майстер спорту СРСР (1962), Заслужений тренер УРСР (1967).

## Кар'єра гравця
Займався футболом з 7 років, вихованець ленінградської футбольної школи «Трудові Резерви». У 1957 році в Ворошиловграді (Луганськ) була відтворена команда цього спортивного товариства, тому Гуреєва перевели переведений до неї. Протягом семи сезонів футболіст виступав за луганські «Трудові Резерви», за цей час зіграв 175 матчів та відзначився 13 голами в радянському класі «Б». У 1962 році Гуреєв разом зі своєю командою став чемпіоном Української РСР та отримав звання майстра спорту СРСР, в цьому ж сезоні включений в список 33-ох найкращих футболістів Української РСР під № 1. У 1963 році відрахований з команди, після цього нетривалий період часу грав за «Комунарець» з Комунарська.

### Стиль гри
|                               | Фланговий лівий захисник, якого вболівальники пам'ятають через невисокий зріст. Однак цей недолік він з лишком компенсував вибором позиції, ціпкісткістю та жорсткістю. Очевидці відзначають в його грі високу культуру пасу. Володів неабиякою швидкістю та вмінням при цьому прекрасно працювати з м'ячем по всьому полю. |
| — Сайт «Луганськ. Наш футбол» | |

## Кар'єра тренера
Відразу після завершення кар'єри гравця Гуреєв призначений тренером команди «Шахтар» (Красний Луч), під його керівництвом команда в 1965 році дебютувала в класі «В» (третьому дивізіоні).
Напередодні початку сезону 1968 року призначений тренером луганської «Зорі», яка на той час виступала в класі «А». Новий тренер відразу взяв курс на омолодження складу команди, під його керівництвом в основному складі заграли майбутні чемпіони СРСР 1972 року Олександр Ткаченко, Володимир Абрамов, Віктор Кузнєцов, Микола Пінчук, Анатолій Куксов, В'ячеслав Семенов. У другому колі чемпіонату 1968 року команда видала серію з 9 безпрограшних матчів і достроково гарантувала збереження місця у вищій лізі, в підсумку фінішувала на 13 місці серед 20 команд-учасниць. У чемпіонаті 1969 року «Зоря» успішно вийшла з попередньої підгрупи, але в турнірі найсильніших команд ліги ніяк не могла перемогти, і в вересні 1969 року Гуреєв поступився тренерським місцем Герману Зоніну.
Фахівці відзначали заслуги Гурєєва в становленні чемпіонської команди:
|              | Хороша амбітна команда, яку створив Віктор Гуреєв, а відшліфував і вивів на чемпіонську вершину Герман Зонін |
| — Йожеф Сабо | |

Надалі Віктор Гуреєв тренував команди першої та другої ліги — «Хімік» (Сєвєродонецьк), «Кузбас» (Кемерово), «Кубань» (Краснодар), «Сєвєр» (Мурманськ). В останні роки життя працював завідувачем кафедрою фізкультури і спорту в Луганському медичному інституті.

## Досягнення

### Клубні
- Чемпіонат УРСР
  -  Чемпіон (1): 1962

### Індивідуальні
- У списку 33-ох найкращих футболістів УРСР: № 1 (1962)

### Відзнаки
- Майстер спорту СРСР: 1962